# Tilapa (kommun)
Tilapa är en kommun i Mexiko.   Den ligger i delstaten Puebla, i den sydöstra delen av landet, 110 km sydost om huvudstaden Mexico City. Antalet invånare är 8 401. Arean är 84 kvadratkilometer.
Terrängen i Tilapa är platt söderut, men norrut är den kuperad.
Följande samhällen finns i Tilapa:
- Zolonquiapa
- San Félix Rijo
- Casa Blanca
- Agua Dulce
- Derramadero